# Ричард Вајс
Ричард Вајс (мађ. Weisz Richárd, Vértesi) је био мађарски рвач грчко-римског стила тешке категорије. Учествовао је на Интеркалираним играма 1906. и на Летњим олимпијским играма 1908. и освојио златну медаљу 1908. године.

## Биографија
Ричард Вајс, пореклом јеврејин, је почео да се такмичи у рвању са 19 година. Тренирао је атлетику и веслање пре него што је прешао на рвање. Освојио је незваничну државну титулу у рвању 1899, а затим седам узастопних званичних титула у периоду од 1903. па до 1909. године. Такође се такмичио у дизању тегова и освојио државно првенство у тешкој категорији 1905, 1906, 1907 и 1908. године. Мађарски аматерски рвачки савез му је ставио забрану на учешће на аматерским такмичењима због учешћа у професионалном рвању против Станислауса Збишка, а након тога наступао је у циркусу. Његов аматерски статус је враћен пре Олимпијских игара 1912, али је он одбио да се такмичи због, како је он рекао, слабљења мотивације. По завршетку школовања служио је годину дана у морнарици. Касније је водио „Јапанску кафану” у Будимпешти, а потом је радио као тренер и судија.